# Santa Elena de Trejuvell
Santa Elena de Trejuvell és una església del municipi de les Valls d'Aguilar protegida com a bé cultural d'interès local.

## Descripció
Edifici religiós. Considerat per alguns com preromànic, però degut a tantes transformacions és difícil saber que pot quedar de preromànic. D'una nau rectangular i absis lleugerament desviat trapezoïdal amb modificacions. Nau actualment coberta amb fusta. L'absis coberta amb volta de canó. Construcció rústega de pedres no en filades. Porta actual al frontis. Una altra porta al costat de l'Epístola tapiada.